# Espai de fase òptic

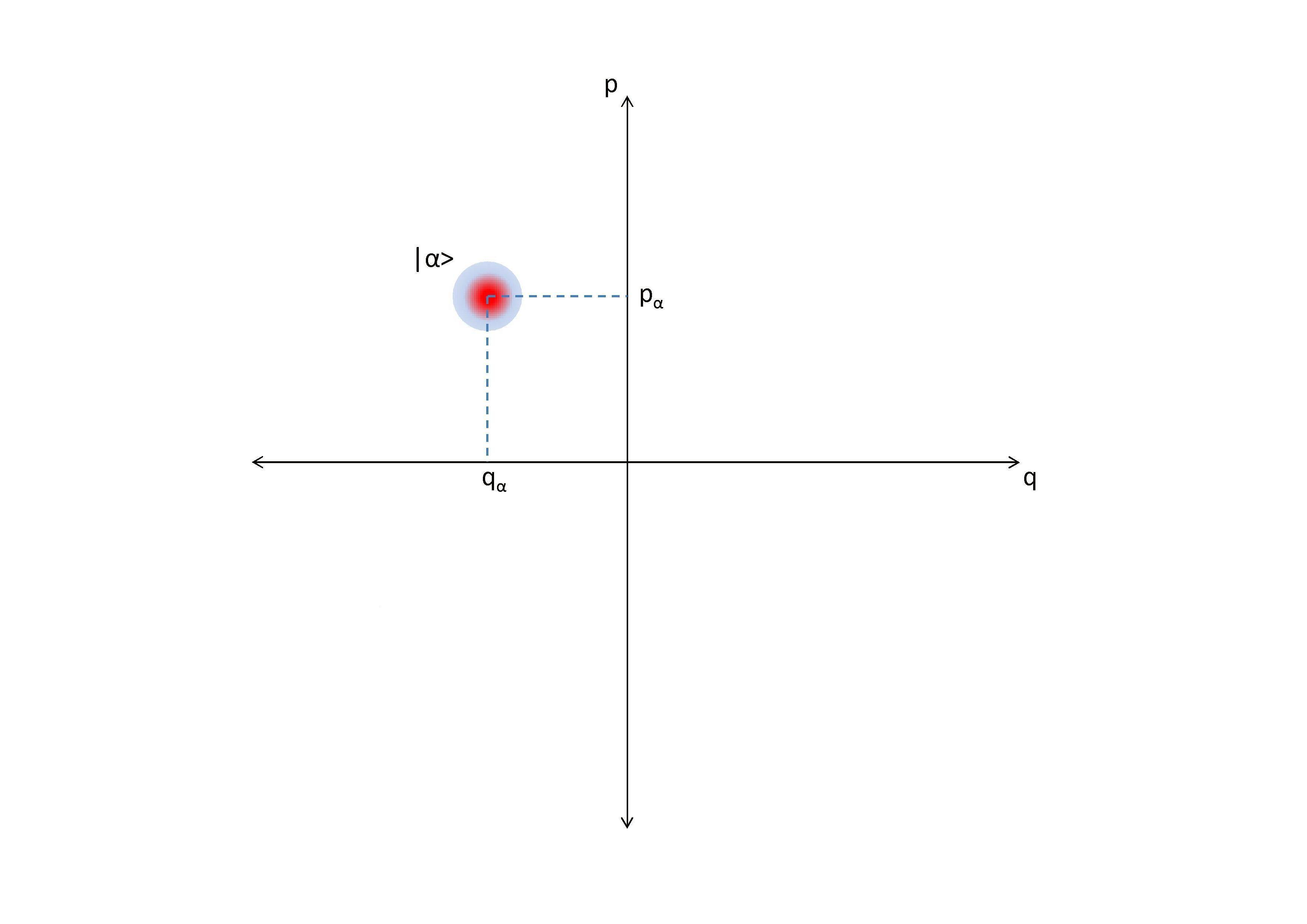
Diagrama de fase òptic de la distribució d'un estat coherent a través de l'espai de fase.

En òptica quàntica, un espai de fase òptic és un espai de fase en el qual es descriuen tots els estats quàntics d'un sistema òptic. Cada punt de l'espai de fase òptica correspon a un estat únic d'un sistema òptic. Per a qualsevol sistema d'aquest tipus, una gràfica de les quadratures entre si, possiblement en funció del temps, s'anomena diagrama de fases. Si les quadratures són funcions del temps, el diagrama de fase òptic pot mostrar l'evolució d'un sistema òptic quàntic amb el temps.

Un diagrama de fase òptic pot donar una visió de les propietats i comportaments del sistema que, d'altra manera, no seria evident. Això pot al·ludir a qualitats del sistema que poden ser d'interès per a un individu que estudiï un sistema òptic que seria molt difícil de deduir d'una altra manera. Un altre ús d'un diagrama de fase òptic és que mostra l'evolució de l'estat d'un sistema òptic. Això es pot utilitzar per determinar l'estat del sistema òptic en qualsevol moment.

## Informació de rerefons
Quan es parla de la teoria quàntica de la llum, és molt comú utilitzar un oscil·lador electromagnètic com a model. Un oscil·lador electromagnètic descriu una oscil·lació del camp elèctric. Com que el camp magnètic és proporcional a la velocitat de canvi del camp elèctric, aquest també oscil·la. Aquestes oscil·lacions descriuen la llum. Els sistemes composts per aquests oscil·ladors es poden descriure mitjançant un espai de fase òptic.
Sigui u (x, t) una funció vectorial que descriu un sol mode d'un oscil·lador electromagnètic. Per simplicitat, se suposa que aquest oscil·lador electromagnètic està al buit. Un exemple és l'ona plana donada per
{\displaystyle \mathbf {u} (\mathbf {x} ,t)=\mathbf {u_{0}} e^{i(\mathbf {k} \cdot \mathbf {x} -\omega t)}}
on u 0 és el vector de polarització, k és el vector d'ona, {\displaystyle \omega } la freqüència, i A {\displaystyle \cdot } B indica el producte escalar entre els vectors A i B. Aquesta és l'equació d'una ona plana i és un exemple senzill d'aquest oscil·lador electromagnètic. Els oscil·ladors que s'estan examinant podrien ser ones lliures a l'espai o algun mode normal contingut en alguna cavitat.

## Operadors a l'espai de fases

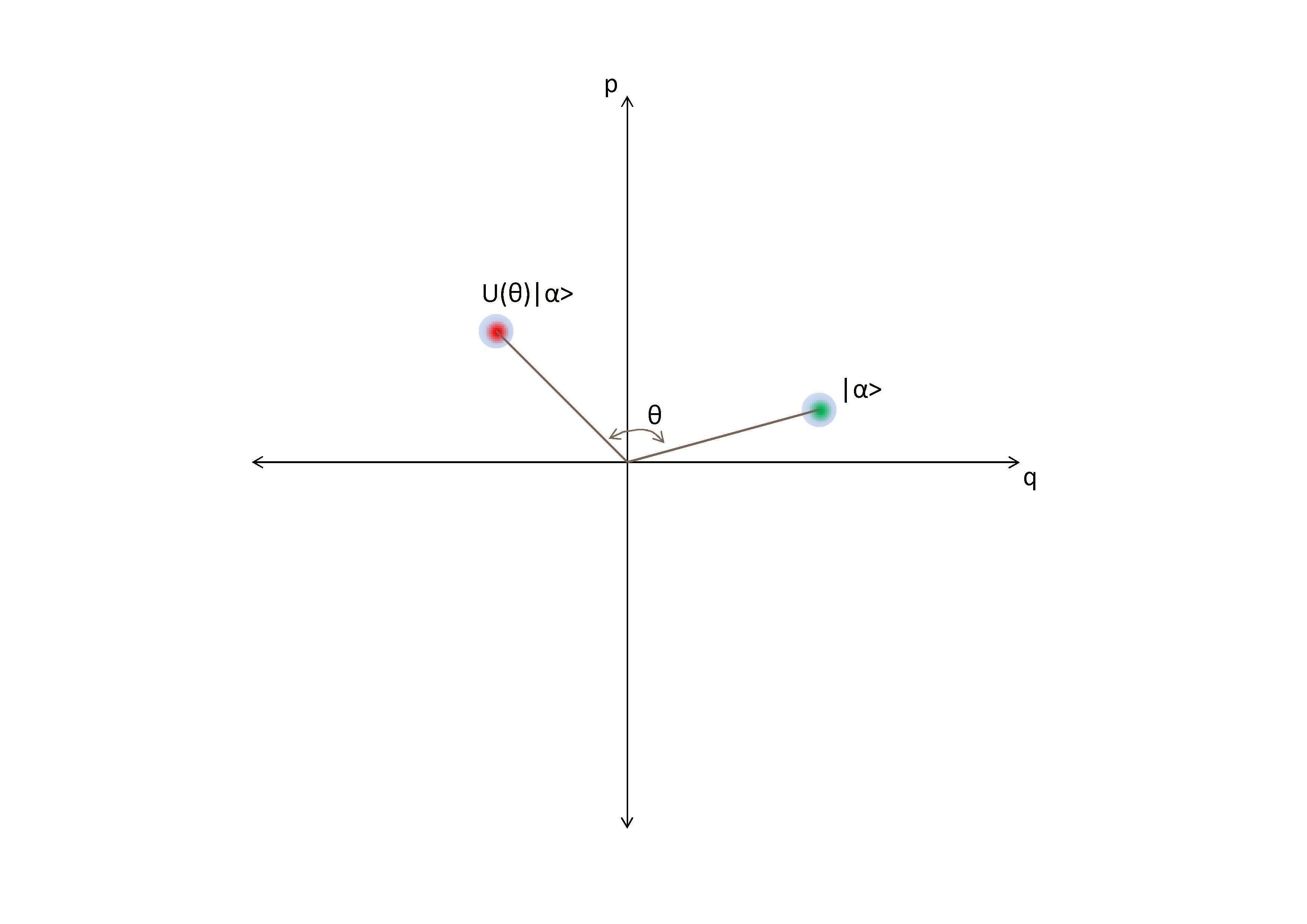
Operador de canvi de fase que actua sobre un estat coherent fent-lo girar per un angle en l'espai de fases.

És possible definir operadors per moure els estats coherents per l'espai de fases. Aquests poden produir nous estats coherents i ens permeten moure'ns per l'espai de fases.

### Operador de canvi de fase
L'operador de canvi de fase gira l'estat coherent en un angle {\displaystyle \theta } a l'espai de fase òptica. Aquest operador ve donat per:
{\displaystyle {\widehat {U}}(\theta )=e^{-\imath \,\theta {\widehat {N}}}}
on {\displaystyle {\widehat {N}}={\widehat {a}}^{\dagger }{\widehat {a}}} és l'operador numèric del mode de radiació considerat.

### Operador de desplaçament

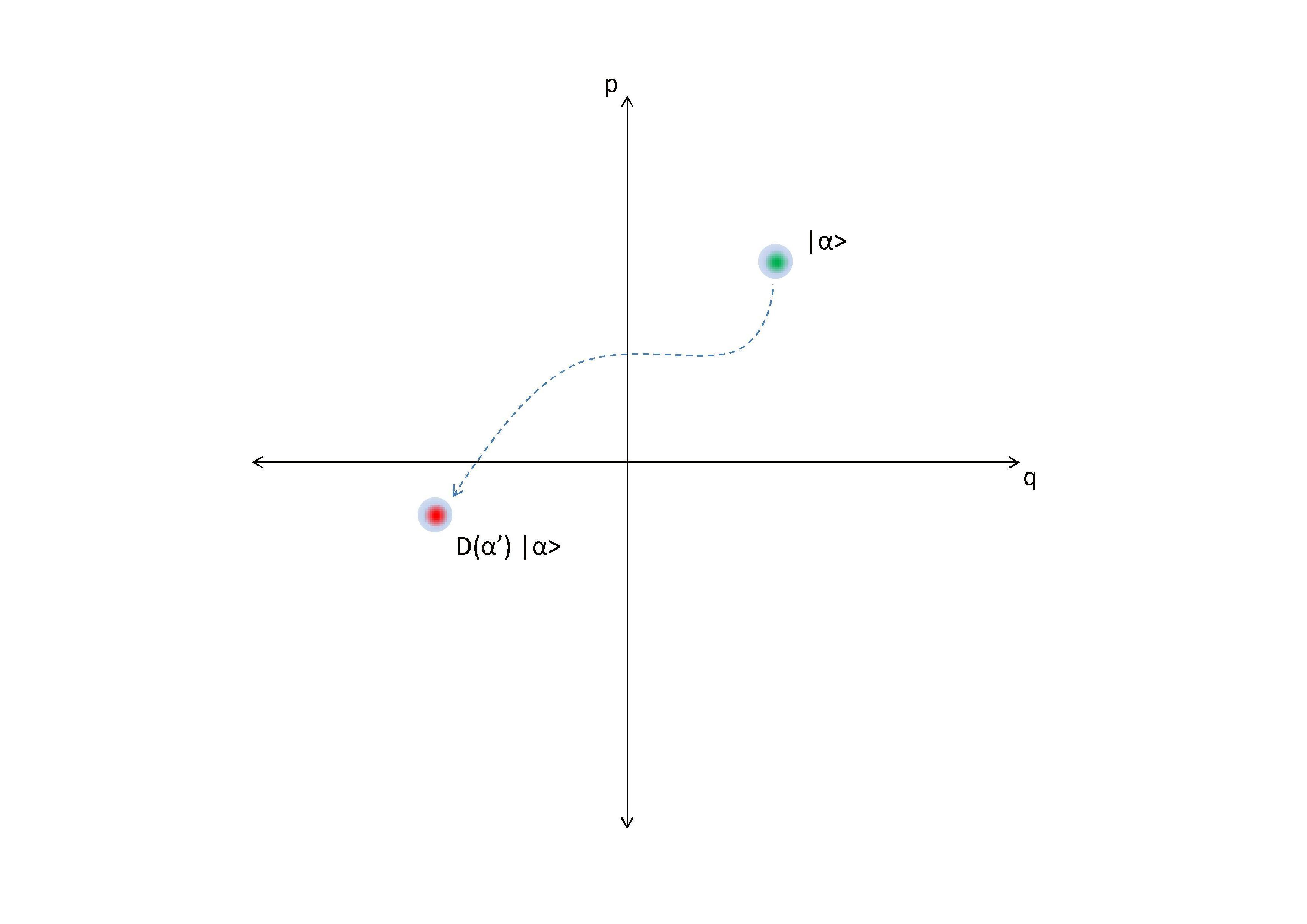
Operador de desplaçament que actua sobre un estat coherent desplaçant-lo per algun valor a l'espai de fases.

L'operador de desplaçament és un operador unitari que pren un estat coherent i el converteix en un altre estat coherent. L'operador de desplaçament ve donat per
{\displaystyle {\widehat {D}}(\alpha )=e^{\alpha {\widehat {a}}^{\dagger }-\alpha ^{*}{\widehat {a}}}}
i el seu nom prové d'una relació important
{\displaystyle {\widehat {a}}(\alpha )\equiv {\widehat {D}}^{\dagger }(\alpha ){\widehat {a}}{\widehat {D}}(\alpha )={\widehat {a}}+\alpha }